# Phytoliriomyza spectata
Phytoliriomyza spectata är en tvåvingeart som beskrevs av Spencer 1977. Phytoliriomyza spectata ingår i släktet Phytoliriomyza och familjen minerarflugor. Inga underarter finns listade i Catalogue of Life.